# Cynomops greenhalli
Cynomops greenhalli е вид бозайник от семейство Булдогови прилепи (Molossidae).

## Разпространение
Видът е разпространен в Бразилия, Венецуела, Гвиана, Еквадор, Перу, Суринам, Тринидад и Тобаго и Френска Гвиана.